# 筑西市立下館南中学校
筑西市立下館南中学校（ちくせいしりつ しもだてみなみちゅうがっこう）は、茨城県筑西市一本松にある市立中学校。

## 沿革
- 1961年（昭和36年）4月1日 - 開校

## 所在地
- 茨城県筑西市一本松546番地